# Dobosdarufélék
A dobosdarufélék (Psophiidae) a madarak osztályának darualakúak (Gruiformes) rendjébe tartozó család. Egy nem és három faj tartozik a családba.
Erős, dobolásszerű hangjukról kapták nevüket.

## Rendszerezés
A család az alábbi nemet és fajokat foglalja magában:
A 2010-ben lezajlott genetikai vizsgálatok alapján a családba 8 faj tartozik, melyek közül három a szürkeszárnyú dobosdaru fajkomplex-be, egy a fehérszárnyú dobosdaru fajkomplex-be és négy a zöldszárnyú dobosdaru fajkomplex-be tartozik.
- Psophia (Linnaeus, 1758) – 8 faj.
  - szürkeszárnyú dobosdaru vagy trombitásmadár (Psophia crepitans) fajkomplex
    - szürkeszárnyú dobosdaru (Psophia (crepitans) crepitans)
    - Rio Napo-i dobosdaru (Psophia (crepitans) napensis)
    - sárgaszárnyú dobosdaru (Psophia (crepitans) ochroptera)

  - fehérszárnyú dobosdaru (Psophia leucoptera) fajkomplex
    - fehérszárnyú dobosdaru (Psophia (leucoptera) leucoptera)

  - zöldszárnyú dobosdaru (Psophia viridis) fajkomplex
    - zöldszárnyú dobosdaru (Psophia (viridis) viridis)
    - barnaszárnyú dobosdaru (Psophia (viridis) dextralis)
    - barnaszárnyú dobosdaru (Psophia (viridis) obscura)
    - Psophia (viridis) interjecta – valószínűleg azonos a (Psophia (viridis) dextralis)-al